# Brett Dalton

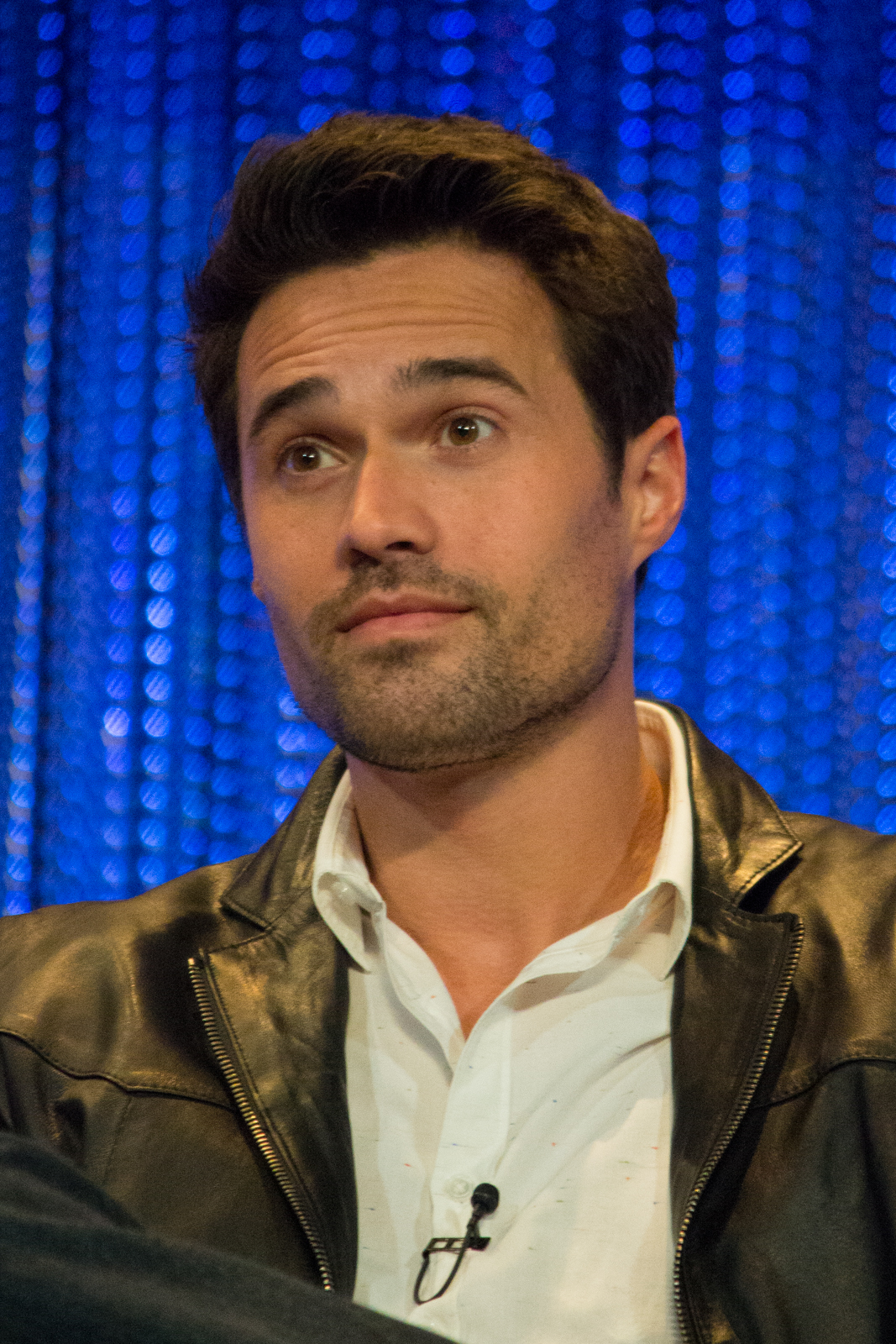
Brett Dalton (2014)

Brett Patrick Dalton (* 7. Januar 1983 in San José, Kalifornien) ist ein US-amerikanischer Schauspieler.

## Leben
Brett Dalton wurde im Januar 1983 im kalifornischen San José geboren. Sein Schauspieldebüt gab er 2007 in dem Fernsehfilm Nurses, in dem er den Doktor Kurt Taylor verkörperte. Danach entschied er an der Yale University zu studieren und erhielt dort 2011 einen Master of Fine Arts. 2012 kehrte er zur Schauspielerei zurück und verkörperte in einer Episodenhauptrolle den Phillip Gibson in der CBS-Krimiserie Blue Bloods – Crime Scene New York. Danach folgte eine Rolle in Army Wives sowie in dem Fernsehfilm Tom Hanks: Die Lincoln-Verschwörung als Robert Todd Lincoln.
Sein Durchbruch gelang ihm 2013 mit der Hauptrolle des Agenten Grant Ward in der ABC-Fernsehserie Marvel’s Agents of S.H.I.E.L.D., die auf den Marvel Comics basiert.

## Filmografie (Auswahl)
- 2007: Nurses (Fernsehfilm)
- 2012: Blue Bloods – Crime Scene New York (Blue Bloods, Fernsehserie, Folge 2x21)
- 2012: Army Wives (Fernsehserie, Folge 6x14)
- 2012: Tom Hanks: Die Lincoln-Verschwörung (Killing Lincoln, Fernsehfilm)
- 2013: Beside Still Waters
- 2013–2017: Marvel’s Agents of S.H.I.E.L.D. (Fernsehserie, 62 Folgen)
- 2016: Die Auferstehung des Gavin Stone (The Resurrection of Gavin Stone)
- 2018: Deception – Magie des Verbrechens (Deception, Fernsehserie)
- 2018: Elementary (Fernsehserie, Folge 6x01)
- 2018: Schicksalhafte Weihnachten (Once Upon a Christmas Miracle, Fernsehfilm)
- 2018: Ein Koch zum Verlieben (Cooking with Love, Fernsehfilm)
- 2021–2022: Chicago Fire (Fernsehserie, 9 Folgen)
- 2022: The Equalizer (Fernsehserie, 4 Folgen)
- 2023–2024: Hamster & Gretel (Fernsehserie, 6 Folgen)
- 2023–2025: Found (Fernsehserie)

## Videospiele
- 2015: Until Dawn (Michael „Mike“ Munroe)
- 2022: Destiny 2: Die Hexenkönigin (Der Zeuge)
- 2022: God of War Ragnarök (Freyr)
- 2023: Destiny 2: Lightfall (Der Zeuge)